# Wapen van Querétaro
Het wapen van Querétaro de Arteaga is het officiële symbool van de Mexicaanse staat Querétaro de Arteaga. Het wapen is overgenomen van dat van de staatshoofdstad Santiago de Querétaro.
Een aantal van de elementen op het schild hangen samen met een legende die stelt dat er een totale zonsverduistering plaatsvond tijdens een veldslag die de Spaanse veroveraars van Mexico tegen de indianen uitvochten. Tijdens deze veldslag zou de Spaanse beschermheilige Jakobus de Meerdere verschenen zijn. Het schild werd in 1665 door de Spaanse kroon aan Santiago de Querétaro verleend en bestaat uit drie velden. In het bovenste veld staat een donkere zon die door een kruis gekroond wordt; in elk van de bovenste hoeken bevindt zich een ster. Het veld linksonder toont een afbeelding van Jakobus in militaire kleren op een wit paard. In zijn ene hand houdt hij een zwaard en in de andere een Spaanse koninklijke standaard.
Het veld rechtsonder bevat geen symbolen uit de legende, maar druiven als verwijzing naar de vruchtbaarheid van het gebied. Links van de druiven staan graanstengels.
Na het verkrijgen van de Mexicaanse onafhankelijkheid zijn Mexicaanse vlaggen (zonder wapen) om het schild geplaatst als symbolen van de integratie van Querétaro in de Mexicaanse federatie. Ook zijn er onder het schild militaire objecten als kogels en pijlen geplaatst; zij moeten het belang van Querétaro in de Mexicaanse militaire geschiedenis uitbeelden, in het bijzonder in het verzet tegen het Tweede Mexicaanse Keizerrijk. Het schild wordt gekroond door de Mexicaanse adelaar die een slang uit zijn klauw eet; deze adelaar is afkomstig uit het Mexicaanse nationale wapen.
Het wapen staat centraal in de vlag van Querétaro de Arteaga.